# Eckhard Meyer-Zwiffelhoffer
Eckhard Meyer-Zwiffelhoffer (* 27. Juni 1955 in Freiburg im Breisgau) ist ein deutscher Althistoriker.
Eckhard Meyer-Zwiffelhoffer studierte von 1978 bis 1986 Alte Geschichte, Mediävistik, Philosophie sowie Islamwissenschaften (Arabische Sprache) an der Albert-Ludwigs-Universität Freiburg. Seine Magisterarbeit hatte den Titel Die Klientel im archaischen Rom: Herkunft und Funktion. Meyer-Zwiffelhoffer blieb anschließend in Freiburg und wurde dort im Wintersemester 1991/1992 im Hauptfach Alte Geschichte mit den Nebenfächern Mediävistik sowie Philosophie promoviert. Thema der Dissertation war Im Zeichen des Phallus: Die Ordnung des Geschlechtslebens im antiken Rom. 1990 wurde Meyer-Zwiffelhoffer zunächst Hochschulassistent, später Oberassistent am Arbeitsbereich Geschichte und Gegenwart Alteuropas der Fernuniversität in Hagen. Dort habilitierte er sich im Mai 1999 für Alte Geschichte mit der Arbeit Politikōs árchein: Zum Regierungsstil der senatorischen Statthalter in den kaiserzeitlichen griechischen Provinzen. Von 1992 bis 2003 sowie nochmals im Wintersemester 2005/06 war er Lehrbeauftragter für Alte Geschichte an der Universität Duisburg-Essen. In Hagen wurde er im Juni 2003 Privatdozent, im Januar 2007 wurde er dort zum außerplanmäßigen Professor ernannt. Zwischen 2005 und 2009 war Meyer-Zwiffelhoffer auch Lehrbeauftragter in Freiburg und an der Bergischen Universität Wuppertal. Lehrstuhlvertretungen führten ihn für jeweils zwei Semester 2003/2004 an die Universität Greifswald, 2004/2005 nach Duisburg-Essen und 2009/2010 an die Technische Universität Chemnitz. Seit Oktober 2015 war er als Wissenschaftlicher Mitarbeiter am Seminar für Alte Geschichte der Philipps-Universität Marburg tätig; zum April 2021 trat er in den Ruhestand.
Meyer-Zwiffelhoffers Forschungsschwerpunkte liegen in der Geschichte der römischen Provinzen, der politischen Anthropologie der Antike, der Geschichte der antiken Schriftkulturen, der Geschichte der Altertumswissenschaft und der Rezeptionsgeschichte, der Geschlechtergeschichte sowie der Antiken Numismatik.
Eckhard Meyer-Zwiffelhoffer ist mit Dorothee Zwiffelhoffer verheiratet.

## Schriften
- Im Zeichen des Phallus. Die Ordnung des Geschlechtslebens im antiken Rom (= Historische Studien. Band 15). Campus, Frankfurt a. M. 1995, ISBN 3-593-35388-1.
- Politikōs árchein. Zum Regierungsstil der senatorischen Statthalter in den kaiserzeitlichen griechischen Provinzen (= Historia Einzelschriften. Band 165). Franz Steiner, Stuttgart 2002, ISBN 3-515-07648-4.
- Imperium Romanum. Geschichte der römischen Provinzen (= C. H. Beck Wissen. Band 2467). C.H.Beck, München 2009, ISBN 978-3-406-56267-9 [2. Auflage 2017, ISBN 978-3-406-56267-9; elektronisch 2012, ISBN 978-3-406-61551-1].